# François Place
François Place (ur. 2 lipca 1989 w Albertville) – francuski narciarz alpejski i dowolny, specjalizujący się w skicrossie, trzykrotny medalista mistrzostw świata.

## Kariera
Po raz pierwszy na arenie międzynarodowej pojawił się 9 grudnia 2004 roku w La Plagne, gdzie w zawodach FIS Race zajął 45. miejsce w slalomie. W 2008 roku wystartował na mistrzostwach świata juniorów w Formigal, gdzie jego najlepszym wynikiem było jedenaste miejsce w kombinacji. Na rozgrywanych rok później mistrzostwach świata juniorów w Garmisch-Partenkirchen, zajmując między innymi piąte miejsce w slalomie. W zawodach Pucharu Świata w narciarstwie alpejskim zadebiutował 21 lutego 2009 roku w Sestriere, gdzie nie ukończył pierwszego przejazdu w gigancie. Nigdy nie zdobył pucharowych punktów.
Od 2016 roku uprawia także narciarstwo dowolne, specjalizując się w skicrossie. W Pucharze Świata zadebiutował 11 lutego 2017 roku w Idre, zajmując piąte miejsce. Tym samym już w swoim debiucie wywalczył pierwsze pucharowe punkty. W 2017 roku wystartował na mistrzostwach świata w Sierra Nevada, gdzie zdobył brązowy medal. W zawodach tych wyprzedzili go tylko Szwed Victor Öhling Norberg i Jamie Prebble z Nowej Zelandii. W 2018 roku brał udział w igrzyskach olimpijskich w Pjongczangu, zajmując 10. miejsce. W 2019 roku, na mistrzostwach świata w Solitude wywalczył złoty medal. W styczniu 2020 roku w szwedzkim Idre po raz pierwszy stanął na podium zawodów z cyklu Pucharu Świata, zajmując trzecie miejsce. Rok później, podczas mistrzostw świata w tej samej miejscowości zdobył kolejny medal, tym razem srebrny.

## Osiągnięcia w narciarstwie dowolnym

### Igrzyska olimpijskie
| Miejsce | Dzień     | Rok  | Miejscowość | Konkurencja | Zwycięzca   |
| ------- | --------- | ---- | ----------- | ----------- | ----------- |
| 10.     | 21 lutego | 2018 | Pjongczang  | Skicross    | Brady Leman |
| 8.      | 18 lutego | 2022 | Pekin       | Skicross    | Ryan Regez  |

### Mistrzostwa świata
| Miejsce | Dzień     | Rok  | Miejscowość   | Konkurencja | Zwycięzca             |
| ------- | --------- | ---- | ------------- | ----------- | --------------------- |
| 3.      | 18 marca  | 2017 | Sierra Nevada | Skicross    | Victor Öhling Norberg |
| 1.      | 2 lutego  | 2019 | Solitude      | Skicross    | –                     |
| 2.      | 13 lutego | 2021 | Idre Fjäll    | Skicross    | Alex Fiva             |

### Puchar Świata

#### Miejsca w klasyfikacji generalnej
- sezon 2016/2017: 155.
- sezon 2017/2018: 33.
- sezon 2018/2019: 84.
- sezon 2019/2020: 50.

Od sezonu 2020/2021 klasyfikacja skicrossu zastąpiła klasyfikację generalną.
- sezon 2020/2021: 6.
- sezon 2021/2022: 16.

#### Miejsca na podium w zawodach
1. Idre – 25 stycznia 2020 (skicross) – 3. miejsce
2. Val Thorens – 21 grudnia 2020 (skicross) – 3. miejsce
3. Idre – 20 stycznia 2021 (skicross) – 3. miejsce
4. Idre – 23 stycznia 2022 (skicross) – 3. miejsce

## Osiągnięcia w narciarstwie alpejskim

### Mistrzostwa świata juniorów
| Miejsce | Dzień     | Rok  | Miejscowość            | Konkurencja | Czas biegu | Strata | Zwycięzca               |
| ------- | --------- | ---- | ---------------------- | ----------- | ---------- | ------ | ----------------------- |
| 39.     | 26 lutego | 2008 | Formigal               | Zjazd       | 1:45,31    | +4,28  | Hagen Patscheider       |
| 14.     | 27 lutego | 2008 | Formigal               | Slalom      | 1:29,68    | +2,58  | Marcel Hirscher         |
| 16.     | 28 lutego | 2008 | Formigal               | Supergigant | 1:21,02    | +1,84  | Andreas Sander          |
| 26.     | 29 lutego | 2008 | Formigal               | Gigant      | 1:57,00    | +2,92  | Marcel Hirscher         |
| 11.     | 29 lutego | 2008 | Formigal               | Kombinacja  | 28,63 pkt  | ?      | Matts Olsson            |
| 24.     | 4 marca   | 2009 | Garmisch-Partenkirchen | Zjazd       | 1:39,06    | +1,91  | Andy Plank              |
| 26.     | 4 marca   | 2009 | Garmisch-Partenkirchen | Supergigant | 1:16,64    | +2,27  | Manuel Kramer           |
| DNF1    | 5 marca   | 2009 | Garmisch-Partenkirchen | Gigant      | 2:18,49    | –      | Alexis Pinturault       |
| 5.      | 6 marca   | 2009 | Garmisch-Partenkirchen | Slalom      | 1:20,78    | +0,83  | Jesper Riis-Johannessen |

### Puchar Świata

#### Miejsca w klasyfikacji generalnej
- sezon 2008/2009: –
- sezon 2009/2010: –
- sezon 2010/2011: –
- sezon 2011/2012: –
- sezon 2012/2013: –
- sezon 2013/2014: –
- sezon 2014/2015: –
- sezon 2015/2016: –

#### Miejsca na podium
Place nigdy nie stanął na podium zawodów PŚ.